# Vážany (Uherské Hradiště-i járás)
Vážany település Csehországban, a Uherské Hradiště-i járásban. Vážany Polešovice, Ořechov, Újezdec és Stříbrnice településekkel határos. Lakosainak száma 424 fő (2024. január 1.).

## Népesség
A település lakosságának változását az alábbi diagram mutatja:
| Lakosok száma | 526  | 628  | 678  | 598  | 485  | 408  | 443  | 431  | 433  | 424  |
|               | 1869 | 1890 | 1921 | 1950 | 1980 | 2001 | 2017 | 2019 | 2022 | 2024 |